# Planalto de Kaieteur
O Planalto de Kaieteur é uma formação de relevo da Guiana situada no centro do país e que faz parte do Planalto das Guianas. Apresenta cerca de 500m de altitude e forma a extensa região dos campos do Rupununi. Nesse planalto localizam-se as famosas cataratas de Kaieteur.
Um estudo conduzido pelo Instituto Smithsoniano em 2004 no Parque Nacional de Kaieteur revelou que na área existiam em torno de 1.227 espécies de plantas.
A flora nessa região de estudo mostrou grande afinidade com a de outras áreas do Planalto das Guianas: 42.1% das espécies têm distribuição que corresponde com outras áreas do planalto, situado na região setentrional da América do Sul. Contudo, tal flora não está intimamente ligada às do Planalto Brasileiro, da Amazônia, dos Andes, da costa leste do Brasil (Mata Atlântica), do sul da América do Sul ou da África, como foi sugerido anteriormente por alguns estudiosos.